# Fondation Axel-Springer
 (août 2025).
Motif : Faible notoriété de cette fondation chargée de l'entretien des tombes de la famille de Max Liebermann. L'interwiki en allemand n'est guère plus admissible.
- Archive Wikiwix
- Bing
- Cairn
- DuckDuckGo
- E. Universalis
- Gallica
- Google
- G. Books
- G. News
- G. Scholar
- Persée
- Qwant
- (zh) Baidu
- (ru) Yandex
- (wd) trouver des œuvres sur Wikidata

| 1. | Préciser le motif de la pose du bandeau. | Précisez le motif de la pose du bandeau en utilisant la syntaxe suivante : {{admissibilité à vérifier\|date=août 2025\|motif=remplacez ce texte par le motif}}                               |
| 2. | Informer les utilisateurs concernés.     | Pensez à avertir le créateur de l'article, par exemple, en insérant le code ci-dessous sur sa page de discussion : {{subst:avertissement admissibilité à vérifier\|Fondation Axel-Springer}} |

La Fondation Axel-Springer (d'après l'éditeur Axel Springer, le fondateur d'Axel Springer AG) est née de la fondation  DIE WELT  en 1966.
Elle s'est chargée de l'entretien des tombes de la famille de Max Liebermann au cimetière juif de la Schönhauser Allee de Berlin.